# كارول فوكس
كارول فوكس (بالإنجليزية: Carol Fox)‏ هي منفذة ‏ أمريكية، ولدت في 15 يونيو 1926، وتوفيت في 1981.

## وصلات خارجية
- كارول فوكس على موقع الموسوعة البريطانية (الإنجليزية)